# Lispoides diluta
Lispoides diluta är en tvåvingeart som först beskrevs av Stein 1911.  Lispoides diluta ingår i släktet Lispoides och familjen husflugor. Inga underarter finns listade i Catalogue of Life.